# فولتا كاستيلا ليون 2016
فولتا كاستيلا ليون 2016 (بالإسبانية: Vuelta a Castilla y León 2016 )‏ هو سباق دراجات هوائية، وهو الموسم رقم 31 من نفس السباق، وأقيم خلال الفترة 15 أبريل 2016، وحتى 17 أبريل 2016، وامتدّ لمسافة 488.3 كيلومتر، وهو أحد سباقات طواف أوروبا للدراجات 2016، وهو من نوع سباق المرحلة، وقد شارك في السباق 103 متسابقاً، ووصل إلى نهايته 79 متسابقاً.
فاز فيه بالمركز الأول أليخاندرو بالبيردي، وبالمركز الثاني بيلو بلباو، وبالمركز الثالث جوني برانداو، والفريق الفائز في ترتيب الفرق Caja Rural-Seguros RGA 2016.

## الفرق
| فريق عالمي- موفيستار فرق قارية محترفة (4)- كاجا رورال-سيغوروس 2016 ‏ - دراباك 2016 ‏ - ONE Pro Cycling ‏ - Stölting Service Group (cycling team) ‏ فرق قارية (10)- Boyacá Raza de Campeones ‏ - برجس بي إتش 2016 ‏ - Sabgal–Anicolor ‏ - موسم يوسكادي مورياس 2016 ‏ - Inteja Dominican Cycling Team ‏ - Lokosphinx ‏ - فريق مانزانا بوستوبون 2016 ‏ - Rádio Popular–Paredes–Boavista ‏ - AP Hotels & Resorts–Tavira–SC Farense ‏ - W52–FC Porto ‏ |  |
| |  |

## المراحل
| المرحلة   | التاريخ  | الدورة                      | type         | المسافة (كم) | الفائز بالمرحلة    | القائد العام       |
| --------- | -------- | --------------------------- | ------------ | ------------ | ------------------ | ------------------ |
| المرحلة 1 | 15 أبريل | Alcañices ‏ – بَرغَنسة         | مرحلة التلال | 166٫3        | كارلوس بيتانكور    | كارلوس بيتانكور    |
| المرحلة 2 | 16 أبريل | بَرغَنسة – Fermoselle ‏        | مرحلة التلال | 170٫6        | أليخاندرو بالبيردي | كارلوس بيتانكور    |
| المرحلة 3 | 17 أبريل | شلمنقة – Alto de Candelario‏ | مرحلة جبلية  | 151٫4        | أليخاندرو بالبيردي | أليخاندرو بالبيردي |

## وصلات خارجية
- الموقع الرسمي
- فولتا كاستيلا ليون 2016 على موقع إحصائيات الدراجات الإحترافية (الإنجليزية)